# Franz Schütt

Franz Schütt

Franz Schütt (* 13. Mai 1859 in Woldegk; † 9. August 1921 in Greifswald) war ein deutscher Botaniker und Hochschullehrer.
Sein botanisches Autorenkürzel lautet „F.Schütt“.
Franz Schütt war Professor für Botanik an der Universität Greifswald und Direktor des Botanischen Gartens. Er nahm 1889 an der Plankton-Expedition von Victor Hensen teil.

## Schriften (Auswahl)
- Analytische Plankton-Studien. Kiel 1892: online lesen
- Das Pflanzenleben der Hochsee. Kiel 1893: online lesen
- Die Peridineen der Plankton-Expedition. Kiel 1895: online lessen
- Peridiniales (Peridineae, Dinoflagellata, Cilioflagellata, arthrodele Flagellaten). Die Natürlichen Pflanzenfamilien nebst ihren Gattungen und wichtigeren Arten, insbesondere den Nutzpflanzenbegründet. Leipzig. 1(1a-ab), 1896: online lesen